# Crematogaster aculeata
Crematogaster aculeata är en myrart som beskrevs av Horace Donisthorpe 1941. Crematogaster aculeata ingår i släktet Crematogaster och familjen myror. Inga underarter finns listade i Catalogue of Life.